# Richard Tapia
Pour les articles homonymes, voir Tapia.
Richard Alfred Tapia (né le 25 mars 1938) est un mathématicien américain et défenseur des minorités sous-représentées dans les sciences. En 2005, en reconnaissance de ses nombreuses contributions, Tapia a été nommé « professeur d'université » à l'Université Rice de Houston, au Texas, titre universitaire le plus prestigieux. Cet honneur a été décerné à seulement six professeurs au cours des cent cinquante années d'histoire de Rice. Le 28 septembre 2011, le président Barack Obama a annoncé que Tapia figurait parmi les douze scientifiques à se voir attribuer la National Medal of Science, la plus haute distinction que les États-Unis offrent à leurs chercheurs.

## Travaux
Les recherches mathématiques de Tapia sont axées sur l'optimisation mathématique et les méthodes itératives pour les problèmes non linéaires. Ses recherches actuelles portent sur les algorithmes d'optimisation sous contraintes et les méthodes de points intérieurs pour la programmation linéaire et non linéaire. 

## Formation et carrière
Tapia effectue ses études universitaires de mathématiques à l'Université de Californie à Los Angeles, où il obtient un Bachelor en 1961, un Master en 1966 et un doctorat en 1967, avec une thèse intitulée « A Generalization of Newton's Method with an Application to the Euler–Lagrange Equation », sous la supervision de Magnus Hestenes et Charles Tompkins. 
Tapia est actuellement professeur d'ingénierie Maxfield et Oshman ; directeur associé des études supérieures, Bureau de la recherche et des études supérieures ; et directeur du Centre d'excellence et d'équité en éducation de la Rice University.

## Prix et distinctions (sélection)
- Prix AAAS pour l'engagement du public avec la science, 2016.
- Prix Vannevar-Bush (en), 2014
- Médaille nationale de la science, 2011.
- Prix du patrimoine hispanique en mathématiques et en sciences, septembre 2009[7]
- Prix de la Society for Industrial and Applied Mathematics (SIAM) pour services rendus à la profession, Portland, juillet 2004 [8],[9].
- Distinguished Public Service Award, American Mathematical Society, Phoenix, Arizona, janvier 2004.
- Distinguished Scientist Award, Conférence nationale de la Société pour l'avancement des Hispaniques / Chicanos et des Amérindiens dans les sciences ( SACNAS ), Atlanta (Géorgie), octobre 2000.
- 1997 Lifetime Mentor Award, Association américaine pour l'avancement des sciences, Philadelphie (Pennsylvanie), février 1998.
- Récipiendaire du Prix présidentiel pour l'excellence en mentorat en sciences, mathématiques et ingénierie, National Science Foundation, Washington, DC, septembre 1996.
- Nommé au Conseil scientifique national par le président Clinton, août 1996.
- Académie nationale d'ingénierie, février 1992.
- A été choisi pour qu'une conférence "Célébration de la diversité en informatique" [10] porte son nom (elle se tient généralement deux fois par an [11] ).
- Le prix Blackwell–Tapia et la conférence Blackwell-Tapia portent le nom de Tapia et David Blackwell .

## Publications
- avec James R. Thompson: Nonparametric function estimation, modeling, and simulation. SIAM 1990.
- avec James R. Thompson: Nonparametric probability density estimation. Johns Hopkins University Press 1978.